# Benjamin Latt
Benjamin Latt (né le 9 février 1987 à Strasbourg) débute dans la pratique de la canne de combat au CCS en septembre 2002 à Schiltigheim (Alsace, France).
Dix fois champion de France en première série masculine, son dernier titre remonte à 2019.

## Palmarès individuel
| Année | Compétition                                                                                      | Résultat        |
| ----- | ------------------------------------------------------------------------------------------------ | --------------- |
| 2019  | Championnat de France 1er série                                                                  | 1er             |
| 2018  | Championnat du monde Championnat de France 1er série Internationaux de France                    | 1er 1er 1er     |
| 2017  | Championnat de France 1er série                                                                  | 1er             |
| 2016  | Championnat du Monde Internationaux de France Championnat de France 1er série                    | 1er1er 1er      |
| 2015  | Championnat de France 1re série Internationaux de France                                         | 1er 1er         |
| 2014  | Championnat du Monde Championnat de France 1re série Internationaux de France                    | 1er1er 1er      |
| 2013  | World Combat Games Championnat d'Europe Internationaux de France Championnat de France 1re série | 1er 1er 1er 1er |
| 2012  | Championnat du monde                                                                             | 1er             |
| 2012  | Championnat de France 1re série                                                                  | 1er             |
| 2011  | Championnat de France 1re série                                                                  | 1er             |
| 2010  | Championnat d'Europe                                                                             | 2e              |
| 2008  | Championnat du monde                                                                             | 2e              |
| 2007  | Championnat de France 1re série                                                                  | 1er             |

## Palmarès international
World Combats Games
- Médaillé d'or lors des World Combat games 2013 à Saint-Petersburg.

Championnats du monde
- Médaillé d'or lors des Championnats du monde 2018 à Plovdiv (Bulgarie).
- Médaillé d'or lors des Championnats du monde 2016 à Varazdin (Croatie).
- Médaillé d'or lors des Championnats du monde 2014 à Budapest (Hongrie).
- Médaillé d'or lors des Championnats du monde 2012 à Nantes (France).
- Médaillé d'argent lors des Championnats du monde 2008 à Frankenberg (Allemagne).

Championnats d'Europe
- Médaille d'or lors des Championnats d'Europe 2013 à Plovdiv (Bulgarie)
- Médaille d'argent lors des Championnats d'Europe 2010 à Cambridge (Angleterre).

Tournois internationaux par équipes
- 1re place des Internationaux de Paris par équipes 2009, 2011, 2012, 2013, 2014
- 1re place des Internationaux de Quimper par équipes 2005, 2009, 2010, 2011, 2012
- 1re place des Internationaux du sud-ouest par équipe 2007